# Karina Laverde
Ana Gómez de Laverde (Santiago, 25 de enero de 1930 - Bogotá, 27 de abril de 2012) también conocida como Karina Laverde, fue una actriz chilena radicada en Colombia que participó en muchas telenovelas de R.T.I.

## Carrera
Comenzó su carrera en 1956 en El jugador de Ugo Betti. Sus participaciones más conocidas son: Padres e hijos, La tía Julia y el escribidor, La tregua, La marquesa de Yolombó, Lejos del nido, El 0597 está ocupado, Mamá Carmela y Crónica de un amor. Estas telenovelas fueron de R.T.I. y, también, esas épocas fueron las más reconocidas de su carrera.
Su última aparición fue en la telenovela Ojo por ojo donde interpretó a Severina de Barragán y, después de 2 años, falleció debido a un cáncer.

## Filmografía
Década del 2000
- Correo de inocentes
- Ojo por ojo
- Los Victorinos
- Penúltimo beso

Década de 1990
- Padres e hijos
- Mientras llueve
- Mamá Carmela

Década de 1980
- Zarabanda
- Semilla de mostaza
- Destinos cruzados
- Alma fuerte
- Vanessa
- La estrella de las Baum
- Pero sigo siendo El Rey
- El hombre de negro
- La tía Julia y el escribidor
- La tregua
- Una mujer de cuatro en conducta
- Querido Andrés

Década de 1970
- Crónica de un amor
- Estafa de amor
- Angustia del pasado
- Una tarde, un lunes
- Caminos de gloria
- Vendaval
- Gabriela
- La marquesa de Yolombó
- Lejos del nido

Década de 1960
- Dos rostros, una vida
- Impaciencia del corazón
- Diario de una enfermera
- El jugador de Ugo Betti
- El 0597 está ocupado

Artes Escénicas / Teatro
- Martes de amor
- Cuentos infantiles
- Historias intrascendentes
- Casos y cosas de casa
- El inspector Darley
- Puerta al suspenso
- Pequeño teatro
- Buenas noches domingo
- Grandes procesos de la historia
- Esto es teatro
- Teleclub
- Teleteatro
- Teatro de cámara
- El gran teatro Coltejer
- Telediacto
- Mis personajes
- Infancia de los grandes hombres
- Aventuras infantiles
- La comedia
- Joyas del teatro breve
- Cuentos para niños
- Gran teatro
- Telematinales Ley
- Teatro popular Caracol
- Dialogando
- Historias de amor
- Los sábados de Fabricato
- Allen Duguett
- Teatro universal
- Teatro como en el teatro
- Teatro Coltevisión
- Teatro Cinevisión
- Teatro Cromavisión
- Cuentos y leyendas
- Cuentos nacionales
- Dramas universales
- Cosas de la vida
- Musidramas